# جيمس بلاك (لاعب هوكي جليد)
جيمس بلاك هو لاعب هوكي جليد كندي، ولد في 15 أغسطس 1969 في ريجاينا في كندا.

## وصلات خارجية
- جيمس بلاك على موقع دوري الهوكي الوطني (الإنجليزية)
- جيمس بلاك على موقع قاعة مشاهير الهوكي (لاعب أن.إتش.أل) (الإنجليزية)
- جيمس بلاك على موقع EliteProspects.com (الإنجليزية)
- جيمس بلاك على موقع Eurohockey.com (الإنجليزية)
- جيمس بلاك على موقع HockeyDB.com (الإنجليزية)
- جيمس بلاك على موقع Hockey-Reference.com (الإنجليزية)